# Smering

Bij stilstand rust de as door zijn gewicht op het lager. Bij toenemend toerental neemt de hydrodynamische druk van de smeerolie en daarmee smering toe. Bij een oneindig hoge rotatiesnelheid zou de as in het midden komen te liggen.

Smering is het verminderen van wrijving en slijtage door het aanbrengen van een smeermiddel tussen twee langs elkaar bewegend oppervlakken. Smering is bedoeld om de wrijvende onderdelen ten opzichte van elkaar zonder schade te laten bewegen. Zonder smering kan er warmteontwikkeling ontstaan, die zo groot is dat de onderdelen uitzetten of vreten en blijvende schade ondervinden. Smerende vlakken hebben een filmlaag van gladde vloeistof, die kan bestaan uit verschillende soorten stoffen. Het smeermiddel is vaak een vloeistof (smeerolie) of plastisch (vet), maar kan ook een vaste stof zijn (grafiet) en in sommige gevallen een gas (lucht). Tribologie of wrijvingskunde is de tak van de werktuigbouwkunde die hier onderzoek naar doet.
Eventuele bijkomende effecten van smering zijn het afvoeren van wrijvingswarmte, geluidsisolatie, bescherming tegen corrosie, een afdichtende werking en het afvoeren van verontreinigingen.

## Soorten smering
Er kan onderscheid gemaakt worden tussen verschillende soorten smering:
- Filmsmering: bij filmsmering wordt de wrijving beperkt tot viskeuze afschuiving in de film, waarbij de wrijvingskrachten zeer laag zijn.
- Dynamische smering: de smeerfilm blijft meestal behouden indien de onderdelen ten opzichte van elkaar in beweging zijn. Bij het stoppen van de beweging zakt de smering. Bij onderdelen die stilstaan en toch druk uitoefenen op elkaar zal de smeerfilm gemakkelijk wegvallen. Het wordt ertussenuit geperst, afhankelijk van de dikte van de smering. Zijn de smeerstoffen ertussenuit, dan zal bij de start van de smering de onderdelen elkaar raken.
- Hydrodynamische smering: bij hydrodynamische of natte smering zijn de twee oppervlakken volledig van elkaar gescheiden door een smeerfilm, waarbij het ene oppervlak het andere draagt. De hiervoor benodigde druk wordt opgebracht door de relatieve beweging van de oppervlaktes. Dit lukt alleen als er een groot genoeg snelheidsverschil is en de oppervlaktes niet te ver uit elkaar liggen. Verder speelt de viscositeit van het smeermiddel een rol. Als hydrodynamische smering niet bereikt kan worden kan soms hydrostatische smering worden toegepast om een volledige smeerfilm te verkrijgen. Hierbij wordt de vereiste druk opgebracht door een pomp.
- Hydrostatische smering: smeringstoestand waarbij de bewegende oppervlakken door een dunne smeerfilm volledig van elkaar worden gescheiden door drukken die extern (bijvoorbeeld een pomp) worden opgewekt. Dit in tegenstelling tot hydrodynamische smering, waarbij het smeermiddel zelf voor drukopbouw zorgt.
- Grenssmering: een onderbroken smeerfilm. Hierbij worden wrijving en slijtage aanmerkelijk groter en de onderdelen raken letterlijk de grenzen van elkaar. De oppervlakten van de te smeren onderdelen zijn zeer ruw en er zijn microscopische kraters zichtbaar. De toppen van deze onderdelen raken elkaar en werken als een remblok in een wagen. Smeerfilms zijn daarom zeer belangrijk en men zoekt naar oplossingen om de grenssmering tot een minimum te herleiden. Hulpmiddelen zijn niet-wegdrukbare stoffen zoals vaste smeerstoffen die bij de olie of vetten worden toegevoegd. Voorbeelden zijn teflon, grafiet, MSO2, of molybdeensulfide.
- Gemengde smering: dit is een tussenvorm van hydrodynamische smering en grenssmering.

In de machinebouw is hydrodynamische smering zeer gewenst omdat wrijving en slijtage hiermee nagenoeg volledig worden voorkomen.
In verbrandingsmotoren zijn de ingenieurs er bijvoorbeeld in geslaagd tussen de meeste bewegende onderdelen een dunne oliefilm te onderhouden, bijvoorbeeld in het krukaslager, en tussen zuigerveer en cilinderwand.